# Wiborgiella
Genre
Wiborgiella est un genre de plantes à fleurs dicotylédones de la famille des Fabaceae, sous-famille des Faboideae, originaire d'Afrique australe, qui comprend une dizaine d'espèces acceptées.

## Liste d'espèces
Selon Plants of the World Online :
- Wiborgiella argentea Boatwr. & Helme
- Wiborgiella bowieana (Benth.) Boatwr. & B.-E.van Wyk
- Wiborgiella dahlgrenii Boatwr. & B.-E.van Wyk
- Wiborgiella fasciculata (Benth.) Boatwr. & B.-E.van Wyk
- Wiborgiella humilis (Thunb.) Boatwr. & B.-E.van Wyk
- Wiborgiella inflata (Bolus) Boatwr. & B.-E.van Wyk
- Wiborgiella leipoldtiana (Schltr. ex R.Dahlgren) Boatwr. & B.-E.van Wyk
- Wiborgiella mucronata (Benth.) Boatwr. & B.-E.van Wyk
- Wiborgiella sessilifolia (Eckl. & Zeyh.) Boatwr. & B.-E.van Wyk
- Wiborgiella vlokii Boatwr. & B.-E.van Wyk